# Akira Takeuchi (Fußballspieler)
Akira Takeuchi (japanisch 竹内 彬 Takeuchi Akira; * 18. Juni 1983 in der Präfektur Kanagawa) ist ein japanischer Fußballspieler.

## Karriere
Takeuchi erlernte das Fußballspielen in der Universitätsmannschaft der Kokushikan-Universität. Seinen ersten Vertrag unterschrieb er 2006 bei Nagoya Grampus. Der Verein spielte in der höchsten Liga des Landes, der J1 League. 2009 erreichte er das Finale des Kaiserpokal. Mit dem Verein wurde er 2010 japanischer Meister. Für den Verein absolvierte er 63 Erstligaspiele. 2011 wechselte er zum Zweitligisten JEF United Chiba. Für den Verein absolvierte er 122 Ligaspiele. 2015 kehrte er zu Nagoya Grampus zurück. Für den Verein absolvierte er 63 Erstligaspiele. 2017 wechselte er zum Zweitligisten Ōita Trinita. Für den Verein absolvierte er 43 Ligaspiele. Im August 2018 wechselte er zum Ligakonkurrenten Kamatamare Sanuki. Am Ende der Saison 2018 stieg der Verein in die J3 League ab.

## Erfolge
Nagoya Grampus
- J1 League: 2010
- Kaiserpokal

Finalist: 2009